# 24 cm Kanone M. 16
Il 24 cm Kanone M. 16 era un cannone pesante d'assedio austroungarico utilizzato durante la prima e la seconda guerra mondiale.

## Storia

### Sviluppo
L'Imperiale e regio esercito era molto soddisfatto dei propri obici pesanti da assedio 42 cm Haubitze M. 14/16. Questi soffrivano però di una limitata gittata, così nel 1916 i vertici dell'esercito richiesero a Škoda di progettare un cannone capace di raggiungere e distruggere bersagli in profondità nelle retrovie nemiche. Per risparmiare tempo e risorse la nuova arma venne progettata parallelamente al 38 cm Belagerungshaubitze M. 16, sfruttandone lo stesso affusto e la stessa piattaforma di tiro.

### Impiego operativo
Sembra solo due cannoni furono consegnati all'Imperiale e regio esercito prima della fine della prima guerra mondiale, su un ordine totale di 9 cannoni completi e 2 canne di ricambio. Nella primavera del 1918 equipaggiavano, un cannone ciascuna, la 3ª e la 4ª compagnia del Schweres Artillerieregiment Nr. 1 (1º Reggimento artiglieria pesante). Prove fotografiche ne dimostrano l'impiego sul fronte italiano a Dornbirn in Austria ed a Reifenberg, in Germania.
Altri 4 cannoni erano in costruzione quando la guerra finì. Škoda li completò entro la fine del 1921 ed il nuovo Esercito cecoslovacco decise di comprare sia questi che i due esemplari austro-ungarici. Quando questo fu mobilitato durante la crisi di Monaco, con i cannoni si costituirono la 5ª e 6ª batteria del III Battaglione del 301º Reggimento di artiglieria, ognuna su 2 cannoni, con ulteriori 2 cannoni tenuti in riserva.
Dopo l'accordo di Monaco, la Germania nazista acquistò per oltre 55 milioni di corone tutti e 6 gli M. 16, una canna di ricambio e i relativi trattori d'artiglieria elettrici.
Nel servizio con la Wehrmacht il M. 16 era conosciuto come schwere 24 cm Kanone (t). Essi furono assegnati a tre batterie (ognuna su 2 cannoni) del Heeres-Artillerie-Abteilung II. dell'Artillerie-Regiment 84 ma non vennero impiegati durante l'invasione della Polonia. Il battaglione venne inviato sulla Somme durante la campagna di Francia. Una seconda canna di riserva venne ordinata dai tedeschi il 31 luglio 1940 e consegnata il 28 febbraio 1942. Per il resto del 1940 e fino a maggio 1941 il battaglione fu schierato sul Cap Gris-Nez, nel Passo di Calais, per interdire quel tratto di Manica ai convogli costieri britannici e per proteggere quelli tedeschi. Quando Adolf Hitler lanciò l'operazione Barbarossa, il II battaglione con i suoi M. 16 fu assegnato al Heeresgruppe Nord e prese parte all'assedio di Leningrado, tra gennaio e giugno 1942, durante il quale tutti e 6 i cannoni sarebbero stati inviati negli stabilimenti della Škoda per riparare i pezzi e ritubare le canne. L'operazione venne ritardata dalla rottura della canna numero 8 il 10 dicembre 1942 e dalla cattiva qualità delle barre rozze per le canne accantonate in deposito dal 1918. I primi due cannoni furono riconsegnati al Abteilung II. il 18 luglio 1943, ma gli altri seguirono con notevole ritardo: la seconda coppia arrivò al reparto solo l'11 gennaio 1945. Il battaglione seguì le sorti dell'Heeresgruppe Nord fino alla sua resa nella sacca di Curlandia.

## Tecnica

### Il cannone
La canna, lunga 40 calibri, era costruita in 12 parti, tra i quali l'anima interna (A-tube) e le varie cerchiature. Il sistema di rinculo idropneumatico era collocato sulla culla superiormente alla canna. La bocca da fuoco impiegava lo stesso otturatore a cuneo orizzontale del 38 cm Belagerungshaubitze M. 16.
Anche l'affusto era comune a quello del 38 cm BH M. 16: quest'ultimo era incavalcato sulle orecchioniere posteriori mentre il 24 cm K M. 16 usava quelli anteriori. Il sotto-affusto era inchiavardato ad un tamburo a brandeggio totale, rotante su una corona circolare posta sulla piattaforma a cassone di lamiera, lunga 6,5 m, larga 5,2 m ed alta 1,4 m che veniva completamente interrata al momento della messa in batteria. Le munizioni, del peso di 741 kg, venivano trasportate dall'apposita vettura e caricate tramite paranchi su un apposito che trasportava il colpo fino alla culatta tramite una decauville, dove, tramite una benna da 2 t sul lato sinistro, veniva prelevato e posizionato sulla cucchiaia di caricamento, a pantografo su 4 bracci. Con la canna a 6° di elevazione, il colpo veniva quindi calcato a mano nella culatta, scorrendo sui rulli della cucchiaia. Dopo la munizione veniva inserito il bossolo metallico con la carica propellente.

### Il treno di traino
Il cannone veniva scomposto in 4 carichi. Il treno di traino comprendeva quindi 5 vetture:
- vettura cannone: per il trasporto della canna;
- vettura culla: per la affusto e culla a manicotto;
- vettura mezza piattaforma di destra: per metà del cassone di lamiera ed il tamburo;
- vettura mezza piattaforma di sinistra: per la metà sinistra del cassone;
- vettura munizioni: con 28 proietti e 28 cartocci a bossolo ed il vagoncino porta-munizioni;

Tutte le vetture erano montate su due carrelli, ognuno dei quali è munito di due coppie di ruote ferroviarie da 720 mm di diametro, sul mozzo delle quali si potevano montare delle ruote da strada da 1030 mm di diametro in gomma piena. Su ciascuna delle quattro sale di ogni vettura erano montati due motori elettrici, uno per ruota. Il treno di traino, formato dalle cinque vetture, veniva trainato dall' Artillerie-Generatorauto M.16, un trattore d'artiglieria progettato da Ferdinand Porsche e prodotto dalla Daimler-Motoren-Gesellschaft; questo, come le vetture, poteva montare sia ruote ferroviarie che ruote stradali ed aveva la particolarità di essere motorizzato con un generatore a benzina da 20,32 l che alimentava i due motori elettrici posti sulle proprie ruote posteriori e, tramite cablaggi, i motori elettrici posti sulle otto ruote di ciascuna vettura. Ogni trattore benzoelettrico poteva trainare il treno di 5 vetture sia su strada che su ferrovia (per tratte inferiori ai 50 km), mentre su strada buona anche due treni. Per spostamenti ferroviari lunghi, mentre le vetture vengono agganciate a normali locomotive e trainate, il trattore veniva trasportato su un normale carro ferroviario. La velocità massima era di 14 km/h.

### La messa in batteria
Per la messa in batteria era necessario scavare una buca di 52 metri cubi per il cassone della piattaforma; lo scavo richiedeva dalle 8 alle 20 ore a seconda del tipo di terreno. La fase di assemblaggio vera e propria richiedeva 6-8 ore. Le due metà del cassone venivano portate in posizione su rotaie ai lati della fossa, venivano rimosse dai rispettivi carrelli ruotati ed unite l'una all'altra; il cassone unico veniva poi calato nella fossa ed interrato. Tre rotaie guidavano l'affusto in posizione sulla piattaforma di tiro del cassone, poi questo veniva sollevato, veniva rimosso il carrello e poi l'affusto veniva calato nel tamburo. La vettura porta-canna veniva guidata sulle stesse rotaie e veniva allineata con la culla. Tramite due paranchi i serventi facevano poi scorrere la canna dalla vettura al manicotto della culla. Le ultime operazioni consistevano nel fissare la canna ai pistoni del sistema di rinculo ed installare la cucchiaia. Il disassemblaggio richiedeva circa 6 ore. Ad ogni pezzo erano addetti 42 artiglieri.